# Bobby Trofast

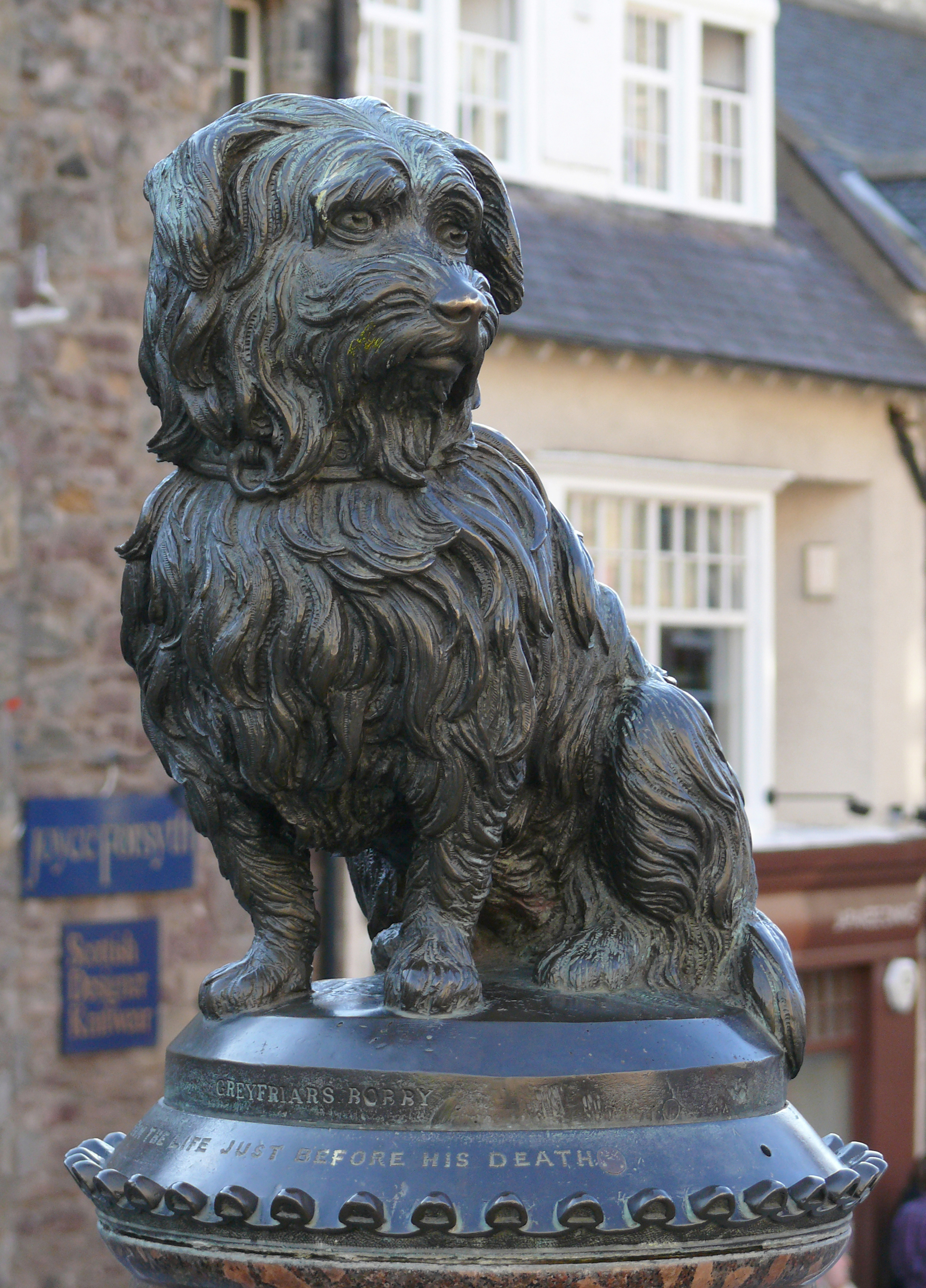
Staty av Greyfriars Bobby (1855–1872) i Edinburgh rest 1872.

Bobby Trofast (engelska: Greyfriars Bobby) är en amerikansk dramafilm från 1961 i regi av Don Chaffey. I huvudrollerna ses Donald Crisp och Laurence Naismith. Filmen är baserad på Eleanor Atkinson roman Greyfriars Bobby från 1912, vilken i sin tur är baserad på en händelse i Edinburgh på 1800-talet som involverar den hund som kom att bli känd som Greyfriars Bobby. Detta var den andra filmen baserad på Atkinsons roman, den första var Lassie, vallhunden (1949) där Crisp också spelade huvudrollen.

## Handling
En liten Skyeterrier med namnet Bobby är husdjur hos en skotsk farmare och hans hustru, men hunden älskar en herde som är anställd på gården, som kallas gamle Jock. När ekonomin blir knapp på gården avskedas gamle Jock. Han beger sig då till Edinburgh och Bobby följer efter honom. Men gamle Jock dör i armod på ett värdshus och begravs på Greyfriar's Kirkyard. Dit återvänder Bobby varje kväll för att sova på sin husses grav.
Kyrkogårdsvaktmästaren James Brown försöker, trots att hans hustru ber honom att låta bli, få Bobby att lämna platsen, men Bobby hittar alltid sin väg tillbaka till graven. Bobby blir omtyckt av alla, särskilt grannskapets barn. Brown och värdshusvärden Mr. Traill börjar till och med tävla om Bobbys gunst. Men vem bär egentligen ansvaret att sköta om honom?

## Rollista i urval
- Donald Crisp – James Brown
- Laurence Naismith – Mr. Traill
- Alex Mackenzie – gamle Jock
- Duncan Macrae – konstapel Davie Maclean
- Andrew Cruickshank – borgmästaren
- Gordon Jackson – farmare
- Rosalie Crutchley – farmarens hustru
- Freda Jackson – den gamla kvinnliga portvakten
- Moultrie Kelsall – fredsdomaren
- Joyce Carey – First Lady
- Vincent Winter – Tammy
- Jameson Clark – konstapel
- Jack Lambert – doktor
- Bruce Seton – åklagare
- Joan Juliet Buck – Ailie
- Hamish Wilson – Hamish
- Kay Walsh – Mrs. Brown
- Bobby – Greyfriars Bobby

## DVD
Filmen finns utgiven på DVD.